# Dicamptus collessi
Dicamptus collessi là một loài tò vò trong họ Ichneumonidae.